# Durban
Cet article concerne la ville d'Afrique du sud. Pour la commune française, voir Durban (Gers). Pour les autres articles homonymes, voir Durban (homonymie).
Durban (en zoulou : eThekwini ; anciennement Rio de Natal, Bay of Natal, Port-Natal jusqu'en 1835 puis D'Urban) est une ville d'Afrique du Sud située dans la province du KwaZulu-Natal au bord de l'océan Indien. Elle est l'ancienne capitale de la colonie et de la province du Natal.

## Géographie
Durban est située sur le littoral de l'océan Indien.

## Démographie
Durban compte plus de 1 100 000 habitants au sein d'une métropole de près de 3,5 millions d'habitants dont 68,5 % de noirs, 20 % d'indiens, 9 % de blancs et 2,5 % d'asiatiques.
La majorité des habitants sont de langue maternelle zouloue, suivies par les minorités de langue anglaise et afrikaans.

## Climat
Le climat de Durban est de type subtropical humide, il est de type Cfa selon la classification de Köppen-Geiger. À Durban, la température moyenne est d'environ 20 °C et il pleut environ 1 000 mm d'eau par an. Le mois le plus chaud est février et le plus froid est juillet.
| Mois                              | jan. | fév. | mars | avril | mai  | juin | jui. | août | sep. | oct. | nov. | déc. | année |
| --------------------------------- | ---- | ---- | ---- | ----- | ---- | ---- | ---- | ---- | ---- | ---- | ---- | ---- | ----- |
| Température minimale moyenne (°C) | 20,6 | 20,9 | 19,9 | 17,5  | 14,4 | 11,6 | 11,3 | 12,9 | 15   | 16,8 | 18,2 | 19,8 | 19,8  |
| Température moyenne (°C)          | 24,1 | 24,5 | 23,7 | 21,8  | 19,4 | 17,2 | 16,8 | 17,9 | 19,2 | 20,5 | 21,8 | 23,4 | 23,4  |
| Température maximale moyenne (°C) | 27,7 | 28,1 | 27,6 | 26,1  | 24,4 | 22,9 | 22,4 | 22,9 | 23,5 | 24,2 | 25,4 | 27   | 27    |
| Précipitations (mm)               | 124  | 113  | 125  | 71    | 56   | 30   | 31   | 46   | 64   | 95   | 110  | 110  | 975   |

## Histoire
Des recherches archéologiques ont démontré que la région de Durban aurait accueilli des communautés de chasseurs-cueilleurs à l'ère du Paléolithique vers l'an 100 000 av. J.-C. Ces populations, réparties sur l'ensemble de la province, furent assimilées, expulsées ou exterminées par les populations bantoues lors de leur expansion en provenance d'Afrique centrale durant le premier millénaire de notre ère.
Le 25 décembre 1497, à la recherche de la route des Indes, le navigateur portugais Vasco de Gama est le premier Européen connu à accoster sur la côte dans un port naturel qu'il baptise « Rio De Natal » renommé plus tard Port-Natal, sur la côte africaine au bord de l'océan Indien. De même, il donna le nom de « Natal » (Noël) à la côte.

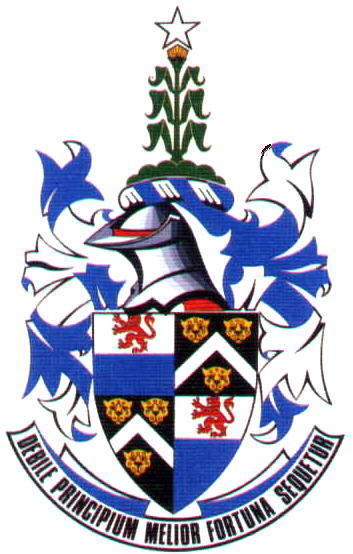
Armoiries de la ville de Durban (1912–2000)

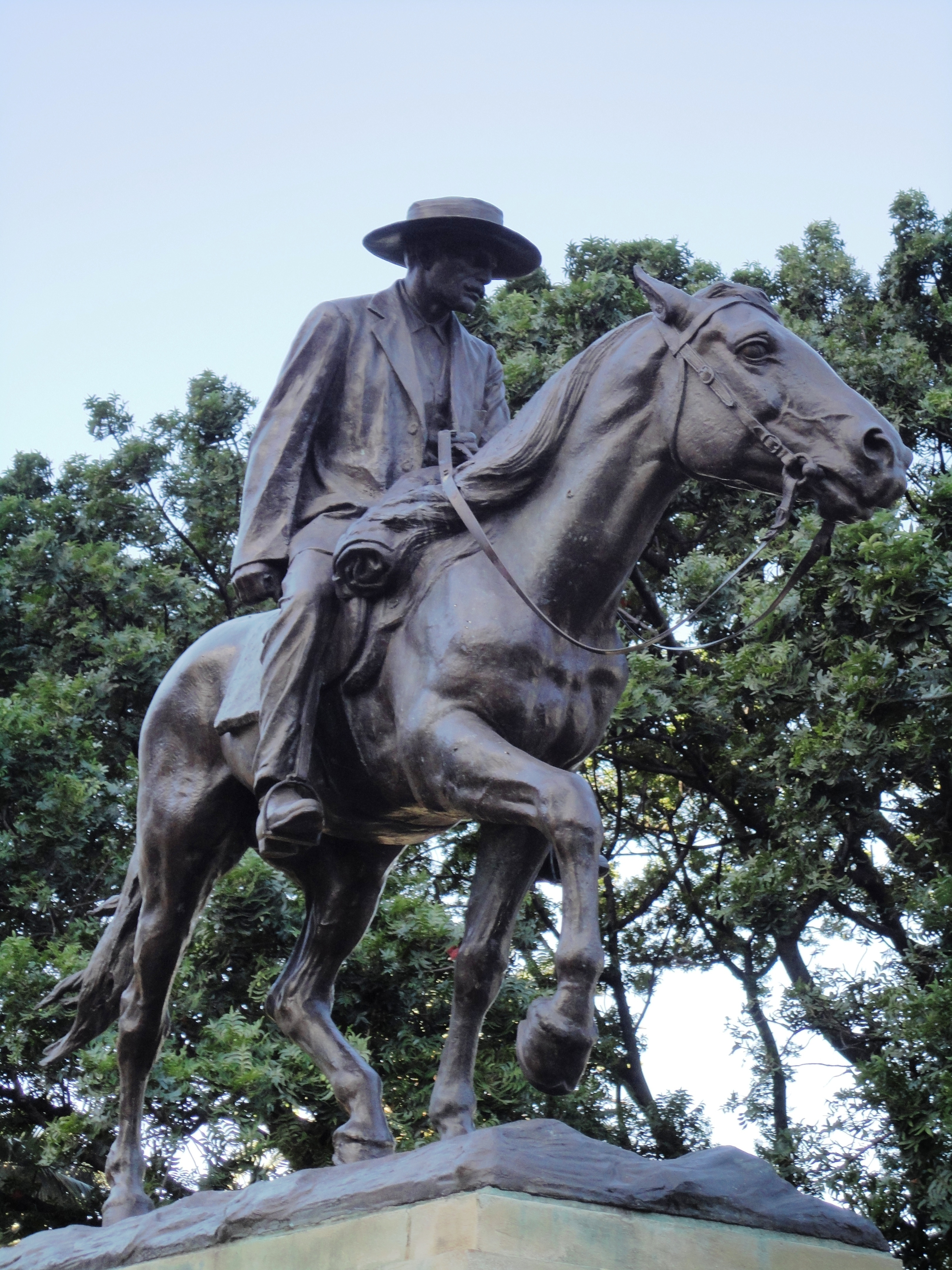
Statue de Dick King à Durban

La Côte est peu explorée durant les deux siècles suivants. Les Portugais ne s'attardent pas au Natal car ils ont déjà établi un port en eau profonde à Lourenço Marques et ne sont pas intéressés par une baie entourée de mangroves et de forêts denses. Quelques pirates et trafiquants d'esclaves et d'ivoires viennent cependant sporadiquement jeter l'ancre. Le 6 mai 1685, le navire Good Hope, commandé par le capitaine John Adams, s'échoue sur la côte. Les survivants parviennent à construire une embarcation avec des bouts d'épaves et à rallier Le Cap.
L'intérieur de la région devient au début du XIXe siècle, le siège de l'Empire zoulou sous la férule du roi Shaka.
En 1823, le navire Salisbury, commandé par le Lieutenant britannique F. G. Farewell, accoste dans la baie de Rio de Natal et effectue un relevé topographique. Farewell trouve l'endroit idéal pour y construire un avant-poste commercial et obtient du Cap l'envoi de 25 hommes pour construire un port. Ceux-ci débarquent en juillet 1824. Parmi eux se trouvent John Cane, Henry Ogle, Thomas Holstead, 3 serviteurs hottentots de Farewell et Henery Fynn, un marchand britannique. Henery Fynn prend des contacts avec les Zoulous de la région et gagne l'amitié de Shaka, après l'avoir guéri d'une grave blessure résultant d'une tentative d'assassinat. En récompense et à la demande de Fynn, Shaka concède à Farewell l'autorisation d'établir un établissement commercial permanent dans le port naturel de Port-Natal sur une zone longeant la côte sur 30 miles et s'enfonçant dans les terres sur 100 miles.
Les premiers bâtiments s'élèvent précisément près du lieu aujourd'hui appelé Farewell Square. Port-Natal se développe très lentement car il n'y a aucun soutien ni aucune protection des autorités britanniques. La vie dans le petit port est alors caractérisée par l'incertitude. Maintes et maintes fois, les habitants de Port-Natal subissent des agressions ou des escarmouches avec les Zoulous, qui ne font que tolérer la présence des colons blancs dans leur patrie tribale.
En 1832, Port-Natal compte 30 résidents blancs permanents, principalement des commerçants d'ivoire, de défenses d'hippopotames, de peaux de buffles, de bovins et de maïs.
Le 23 juin 1835, les 35 résidents de Port Natal décident de faire de la localité la capitale de la région et la rebaptisent "d'Urban" en l'honneur de Sir Benjamin d'Urban, alors gouverneur de la colonie du Cap
En 1837, Julia Gardiner, qui venait rejoindre son père à Durban, meurt sur le bateau qui la transporte à quelques jours de l'arrivée à Durban. Elle est la première enfant blanche à y être enterrée.
Les Voortrekkers fuyant la colonie du Cap arrivent au Natal en 1838 et établissent la république de Natalia, fixant sa capitale à  Pietermaritzburg, à une soixantaine de kilomètres au nord de Durban. En 1839, les troupes britanniques qui occupaient la baie de Durban, se retirent laissant le champ libre aux Voortrekkers. À la suite de rapports citant des actes de mauvais traitements de la part des Voortrekkers envers les Zoulous, le gouverneur du Cap dépêche le Capitaine Charlton Smith afin de restaurer la souveraineté britannique sur la région du Natal. La troupe expéditionnaire arrive le 4 mai 1842 et construit une forteresse (Old Fort). Dans la nuit du 23 au 24 mai 1842, les Britanniques assaillent les Voortrekker au camp de Congella. L'assaut se solde par un échec obligeant les troupes britanniques à se retrancher dans leur camp de base, désormais assiégé. Un commerçant local, Dick King accompagné de son serviteur, Ndongeni, parvient à franchir le blocus voortrekker et à parcourir à cheval 680 km en 14 jours pour rallier la garnison britannique de Grahamstown afin d'obtenir des renforts. L'arrivée de nouvelles troupes britanniques 20 jours plus tard à Durban oblige les Voortrekkers à battre en retraite.
En 1844, sous la pression militaire britannique, la région du Natal est définitivement annexée à la colonie du Cap. L'ancrage de Durban est cependant dangereux et le gouverneur britannique, Sir George Napier, n'est pas très confiant dans la pérennité de l'annexion (de 1845 à 1885, pas moins de 66 vaisseaux font naufrage en voulant accoster, démontrant la dangerosité de la baie et du port). L'administration britannique se met néanmoins en place avec l'arrivée de William Stanger, le contrôleur général, et de Martin West, le lieutenant-gouverneur qui officialise la création du Natal en tant que colonie de la Couronne Britannique, mettant fin à l'existence de la république de Natalia.

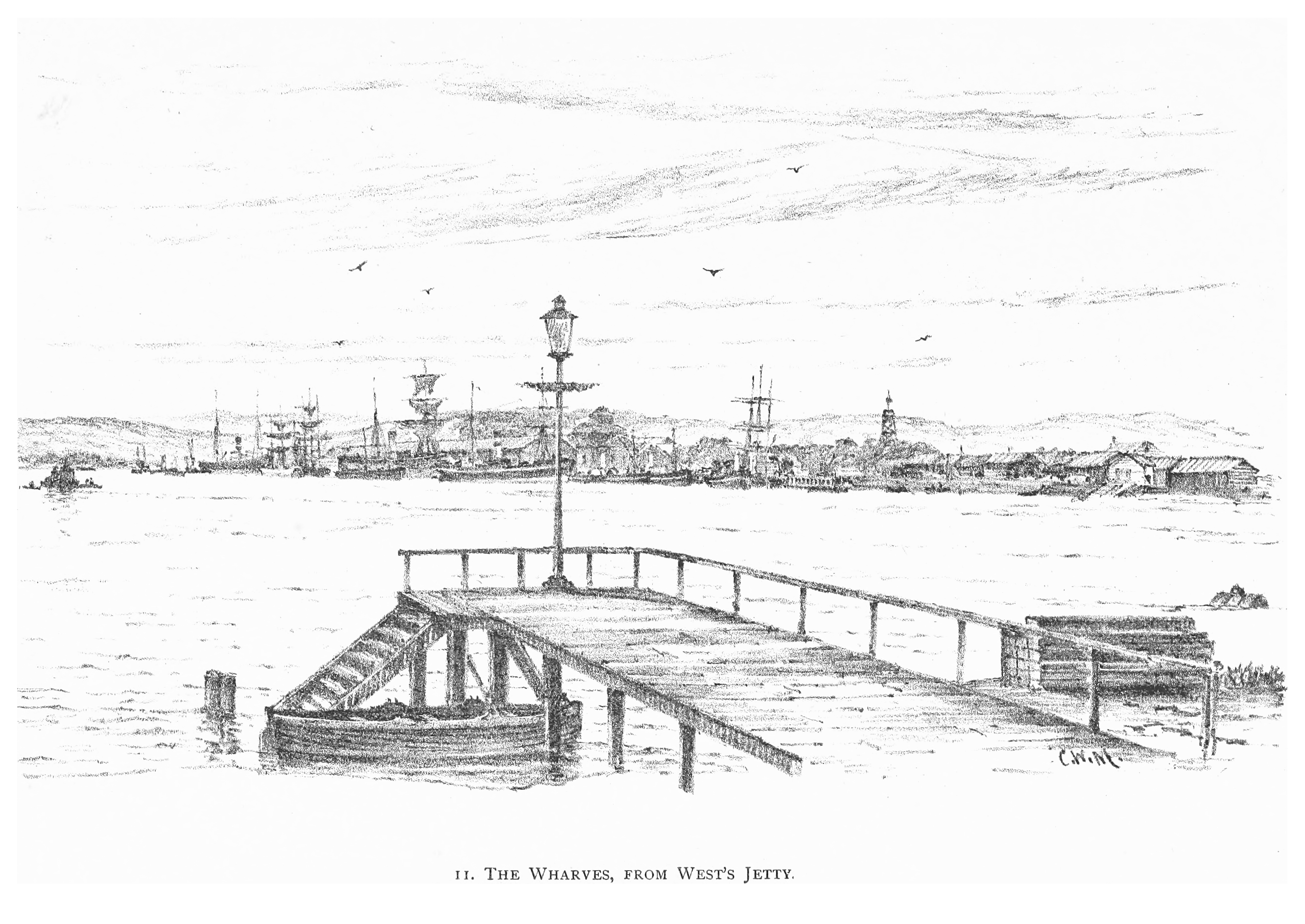
Vue sur la ville en 1891

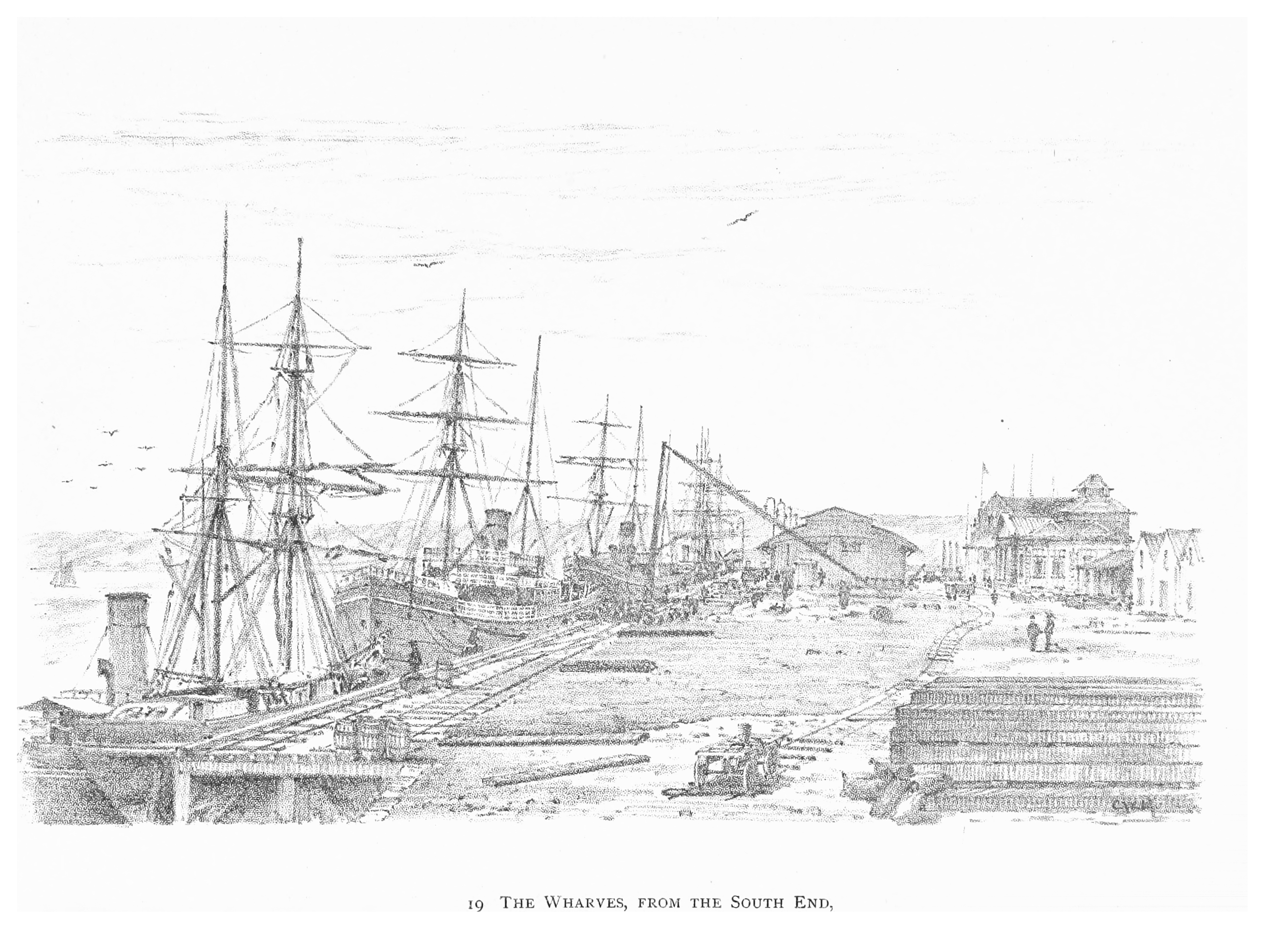
Port de Durban en 1891

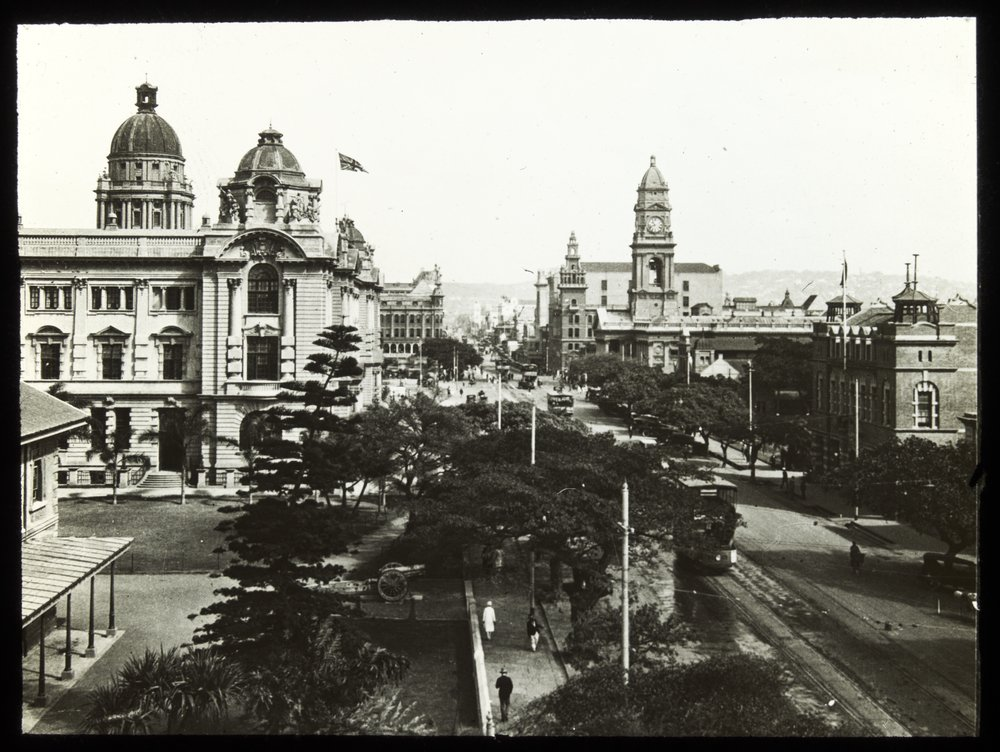
West street dans les années 1920-1930

En 1847, face à un afflux de réfugiés fuyant le régime de Mpande au Zoulouland, des localités sont créés à Umlazi, au sud de Durban et à Inanda, au nord, pour fixer les populations noires. En 1849, l'ingénieur John Milne arrive à Durban comme simple immigrant mais est vite recruté pour construire un véritable port pour la ville. Son projet est estimé à 78 000 £ alors que le revenu annuel de la colonie est de 33 000 £.
En 1850, la première photographie du Natal est prise. Elle montre l'épave du Minerva. En 1852, la première course de chevaux est organisée à Durban. Le "Natal Mercury and Shipping and Commercial Gazette" est la première publication de la ville. Elle est tirée à 300 exemplaires. Le 15 mai 1854, le township administratif de Durban devient un arrondissement divisé en 4 quartiers. En 1855 commence à se développer la culture de la canne à sucre dans la région.
En 1860, le premier véhicule à vapeur d'Afrique du Sud est mis en circulation à Durban. La locomotive est baptisée Natal. En réponse à la pénurie croissante de main-d'œuvre, surtout dans les champs de canne à sucre, le recrutement de travailleurs indiens sous contrat commence. Le premier groupe d'Indiens quitte Madras à bord du paquebot SS Truro et arrive le 16 novembre 1860 à Durban. Le port connait alors un développement économique considérable faisant de cette ville la véritable capitale économique du Natal.
En 1867, le premier phare de la côte africaine est érigé à Durban.
En 1871, John Dube nait dans le township de Inanda. En 1903, il publie Ilanga Lase Natal (Soleil du Natal), le premier journal d'informations pour la population noire. En 1912, il devient le premier président du South African Native National Congress qui prend par la suite le nom de congrès national africain.
En 1879, les habitants ressentent de la panique à l'annonce de la défaite britannique à Isandhlwana face aux Zoulous. La ville enrôle des volontaires pour suppléer l'armée. Le jeune Louis-Napoléon, fils de Napoléon III, officier volontaire dans l'armée britannique, fait escale à Durban au Royal Hotel. Il est tué le 1er juin par les Zoulous au cours d'une patrouille.
En 1885, les premiers jacarandas, appelés à devenir des arbres emblématiques de l'Afrique du Sud, sont plantés à Durban aux  Botanic Gardens. L'hôtel de ville (aujourd'hui le bâtiment de la Poste) est inauguré. il est alors le plus grand édifice d'Afrique du Sud.
En 1896, la ville commence à être électrifiée. En 1898, la communauté portugaise de Durban célèbre les 400 ans de l'arrivée de Vasco Da Gama à Port Natal.
En 1900, durant la seconde guerre des Boers, Winston Churchill, échappé d'un camp de prisonniers, débarque à Durban où des festivités sont données en son honneur à l'hôtel de ville.
Durant la Première Guerre mondiale, Durban est un important lieu de transit pour les troupes. En mai 1915, la ville connait des émeutes anti-allemandes. En 1917, plus de 23 000 soldats de diverses nationalités de l'Empire britannique stationnent à Durban. En 1918, l'épidémie de grippe espagnole frappe les habitants de la ville.

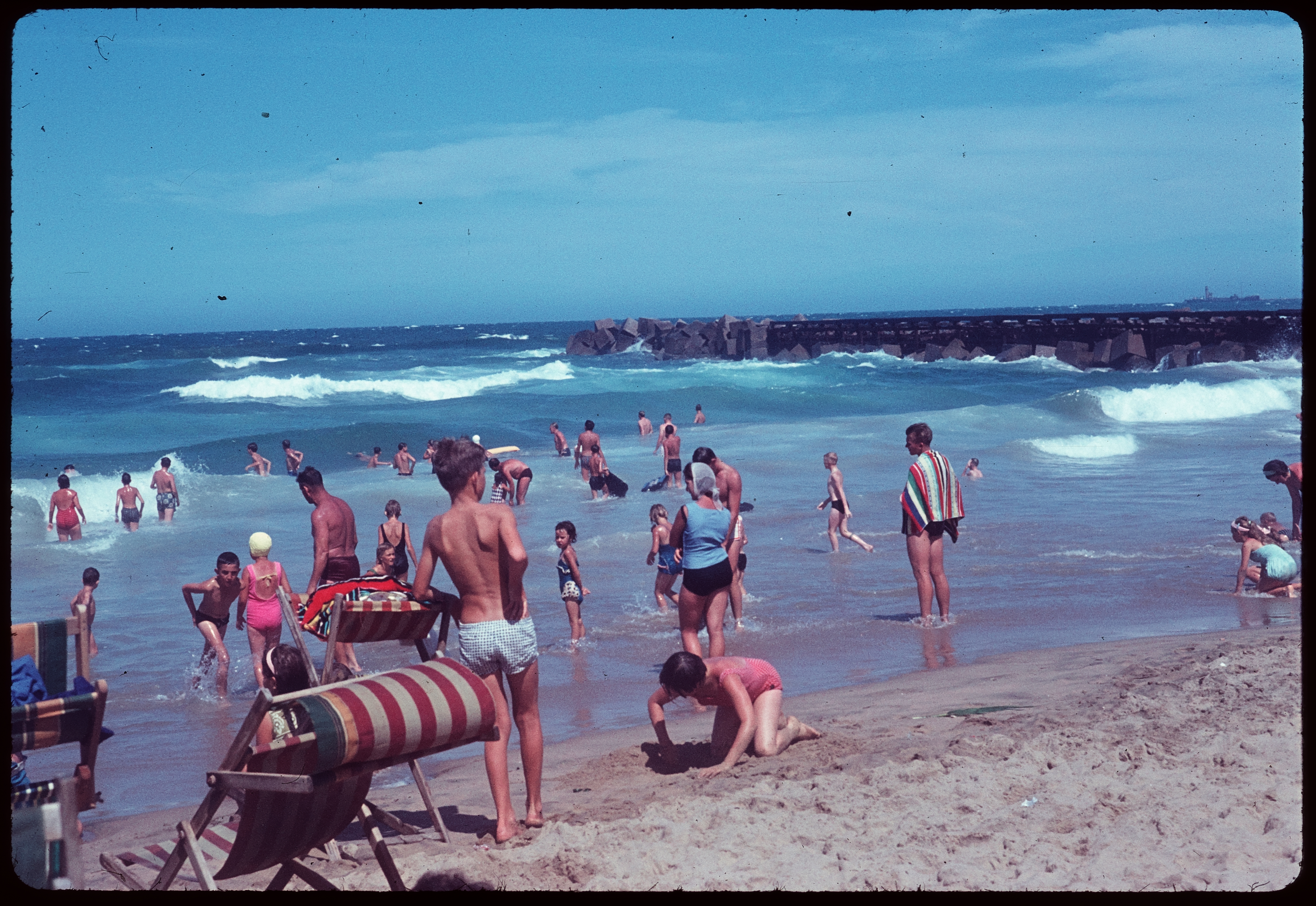
Plage de Durban en 1963

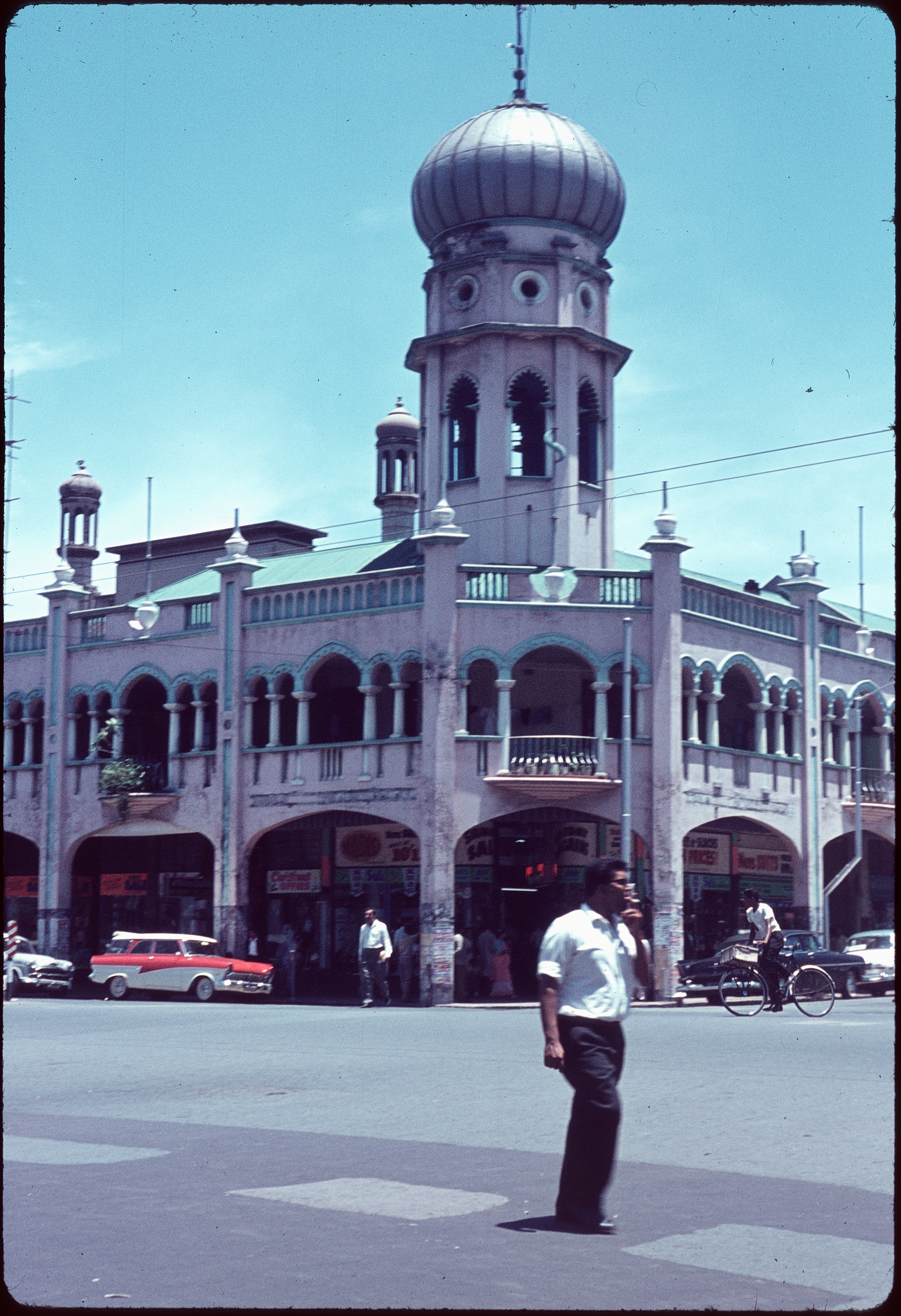
La grande mosquée de Durban en 1963

En janvier 1949, la ville connait des émeutes entre communautés indiennes et Zoulous, notamment sur Victoria Street, Berea Road, Grey Street, Warwick Avenue, Mayville, Musgrave Road et à Cato Manor.

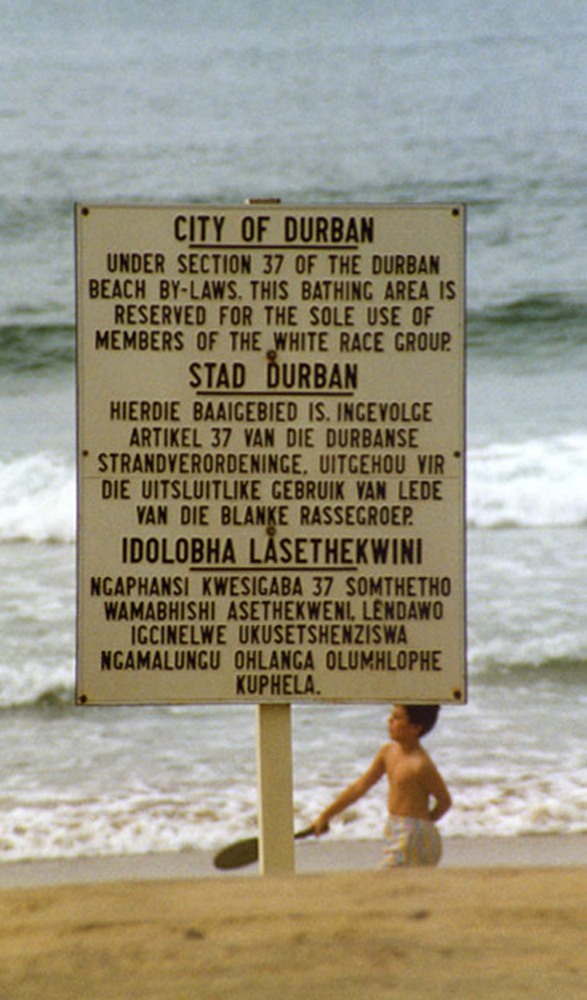
Ancien panneau multilingue qui indiquait que la plage était réservée aux gens du « groupe ethnique blanc » uniquement, à Durban, en 1989

En 1960, la ville qui connait un boom touristique, autorise le port du bikini sur ses plages. Lors du référendum sur l'établissement d'une république en Afrique du Sud, 93 % des électeurs blancs du Natal et de Durban répondent non et affirment leur loyauté à la Couronne britannique, au contraire des autres provinces d'Afrique du Sud (la république est ainsi adoptée par la volonté de 52 % des électeurs blancs du pays). La ville se caractérise par une hostilité globale à la politique d'apartheid et par les mauvais résultats électoraux qu'y réalise le parti national au pouvoir.
En 1986, Morris Fynn, descendant de Henry Francis Fynn, mène campagne pour abattre les panneaux d'apartheid sur les plages de Durban afin de protester contre la politique du conseil municipal qui a accepté d'y appliquer la ségrégation raciale. Ils sont démantelés en 1990 lors de l'abrogation de la loi sur les commodités séparés.
En 1992, lors du Référendum sur la fin de l'apartheid, la circonscription référendaire de Durban se distingue par l'un des plus hauts scores du pays (84 %) en faveur de la politique de négociation entre le gouvernement et le congrès national africain pour établir une nouvelle constitution sud-africaine.
Dans les années 1990, Durban supplante Le Cap comme seconde plus grande ville d'Afrique du Sud en nombre d'habitants derrière Johannesburg.
En 1998 et en 2022, la ville a accueilli le Congrès ornithologique international.
En 2001, la ville accueille la Conférence sur le racisme organisé par l'ONU.
Fin 2011, elle accueille la conférence de l'ONU sur le changement climatique.

## Municipalité d'eThekwini

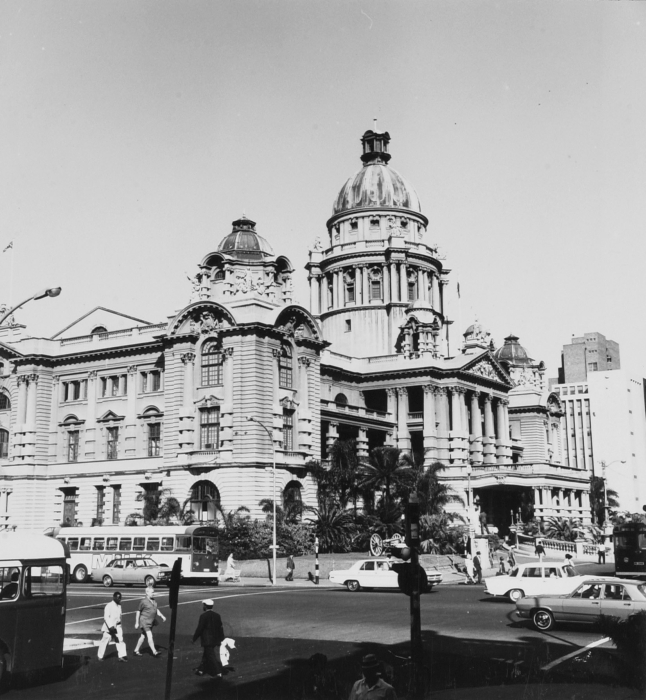
Hotel de ville de Durban en 1970

Depuis 2000, la ville de Durban est intégrée dans la municipalité métropolitaine d'eThekwini , aux côtés des villes, townships et localités de Adams Mission, Amanzimtoti, Assagay, Berea, Botha’s Hill, Cato Ridge, Chatsworth, Clansthal, Clermont, Dsainagar, Drummond, Elangeni, Gillits-Emberton, Gologodo, Hillcrest, Illovo, Inanda, Inchanga, Isipingo Beach, Kingsburgh, Kloof, KwaDabeka, KwaMakhutha, KwaMashu, KwaNdengezi, La Lucia, La Mercy, Magabeni, Maidstone, Monteseel, Mpumalanga, Naidooville, New Germany, Newtown, Ntuzuma, Ottawa, Phoenix, Pinetown, Queensburgh, Roseneath, The Bluff, Tongaat, Umbogintwini, Umbumbulu, Umdloti Beach, Umgababa, Umhlanga, Umkomaas, Umlazi, Verulam, Waterfall, Westbrook, Westville, Winklespruit et Winston Park.
En mars 2006, l'ANC remporta 59 % des votes des résidents de la municipalité d'eThekwini contre 17 % à l'Alliance démocratique, 11 % à l'Inkatha Freedom Party et 6 % au Minority Front.
Depuis juin 2011, le maire d'eThekwini est James Nxumalo (ANC).

### Liste des maires de Durban
George Christopher Cato (1814-1893) fut le premier maire de la ville de Durban en 1854.
La ville fut amalgamée avec plusieurs localités urbaines périphériques en aout 1932 pour constituer la municipalité du Grand Durban.
| # | Nom                                        | Parti                                              | Mandat    |
| - | ------------------------------------------ | -------------------------------------------------- | --------- |
|   | Félix Charles Hollander (1876-1955)        |                                                    | 1910-1913 |
|   | William Holmes                             |                                                    | 1913-1915 |
|   | Joseph Henry Nicolson (1869-1931)          |                                                    | 1915-1918 |
|   | Thomas Burman                              |                                                    | 1918-1921 |
|   | Fleming Johnston                           |                                                    | 1920-1922 |
|   | Walter Gilbert (1870-)                     |                                                    | 1922-1924 |
|   | Thomas Mansfield Wadley (1886-1957)        |                                                    | 1924-1926 |
|   | Herbert Leighton Buzzard (1873-1969)       |                                                    | 1926-1928 |
|   | A. Eaton                                   |                                                    | 1928-1929 |
|   | Archibald Lamont (1864-1933)               | Indépendant soutenu par la Natal Devolution League | 1929-1932 |
|   | Oliver Lea (1865-1950)                     |                                                    | 1932-1933 |
|   | Percy Osborn                               |                                                    | 1933-1934 |
|   | Stanley Coplay (1873-1963)                 |                                                    | 1934-1935 |
|   | Fleming Johnston                           |                                                    | 1935-1939 |
|   | Rupert Ellis Brown (1880-1969)             |                                                    | 1939-1945 |
|   | Sydney J. Smith                            | Travailliste                                       | 1945-1946 |
|   | Rupert Ellis Brown (1880-1969)             |                                                    | 1946-1947 |
|   | Léonard (Léo) Louis Boyd (1911-1980)       | UP                                                 | 1947-1949 |
|   | Kenneth John Clarcke (1905-)               |                                                    | 1949-1950 |
|   | Percy Osborn                               |                                                    | 1950-1954 |
|   | Richard A. Carte (1903-)                   |                                                    | 1954-1955 |
|   | Guy Vernon Essery (1912-)                  |                                                    | 1955-1956 |
|   | Percy Osborn                               |                                                    | 1956-1957 |
|   | Herbert Walter Jackson (1899-1960)         |                                                    | 1957-1958 |
|   | W.E. Shaw                                  |                                                    | 1958-1959 |
|   | Cyril Alexander Milne (1918-1973)          | Libéral                                            | 1959-1964 |
|   | Vernon Lyall Shearer (1904-)               | Indépendant conservateur, ex-UP                    | 1964-1966 |
|   | Alice Margaret Gertrude Maytom (1899-1979) |                                                    | 1966-1968 |
|   | Trevor Warman (1926-2012)                  |                                                    | 1968-1970 |
|   | Raoul Goldman                              |                                                    | 1970-1972 |
|   | Ron Williams                               |                                                    | 1972-1974 |
|   | A. Dixie Adams                             |                                                    | 1974-1976 |
|   | George Hollis                              | UP                                                 | 1976-1978 |
|   | Haydn Bradfield                            |                                                    | 1978-1980 |
|   | Sybil Cecilia Hotz (1928-2013)             | PFP                                                | 1980-1984 |
|   | Neil MacLennan                             | PFP                                                | 1984-1985 |
|   | Stanley Lange                              | NRP                                                | 1985-1987 |
|   | Henry P. Klotz                             | NP                                                 | 1987-1988 |
|   | Derrick Wilfred Le Cocq Watterson          | ancien NRP                                         | 1988-1990 |
|   | Jan Adriaan Venter (-1991)                 | NP                                                 | 1990-1991 |
|   | Gys. J Müller                              | NP                                                 | 1991-1992 |
|   | Margaret Winter                            |                                                    | 1992-1993 |
|   | Mike Lipschitz (-2001)                     | NP                                                 | 1993-1994 |
|   | Sipho Ngwenya (-2021)                      | IFP                                                | 1994-1996 |
|   | Obed Mlaba                                 | ANC                                                | 1996-2000 |

À partir de 2000, le Grand Durban est amalgamée avec plusieurs villes et localités voisines dans la nouvelle municipalité métropolitaine d'eThekwini
|   | Nom            | Parti | Mandat                       |
| - | -------------- | ----- | ---------------------------- |
| 1 | Obed Mlaba     | ANC   | 2000-2011                    |
| 2 | James Nxumalo  | ANC   | 2011 à 2016                  |
| 3 | Zandile Gumede | ANC   | 2016-2019                    |
| 4 | Mxolisi Kaunda | ANC   | 5 septembre 2019 - juin 2024 |
| 5 | Cyril Xaba     | ANC   | Depuis le 10 juillet 2024    |

## Économie

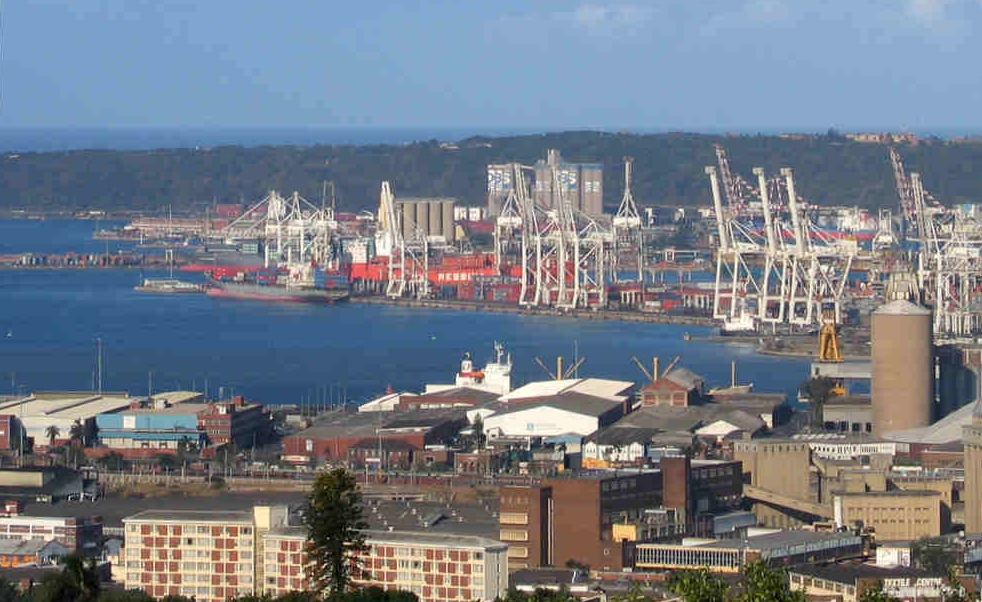
Port de Durban

Durban est le plus grand centre de l'océan Indien et le plus grand port d’importation et d’exportation d'Afrique du Sud. En 2004, son port avait ainsi traité 1,6 million de conteneurs EVP et 25 millions de tonnes de marchandises. Située dans une région où sont cultivés de grands champs de canne à sucre, Durban est ainsi le plus grand port sucrier au monde.
Elle est aussi une ville industrielle réputée pour ses raffineries de sucre, son industrie textile et ses usines de fabrication de peintures, de savon et de conserveries. Elle compte aussi une unité de construction automobile du japonais Toyota, d'une capacité annuelle de 220 000 véhicules, qui exporte la majorité de production.
Depuis le début des années 2010, la ville voit se développer un tissu entrepreneurial important, notamment dans le quartier de Station Drive Precinct.

## Culture

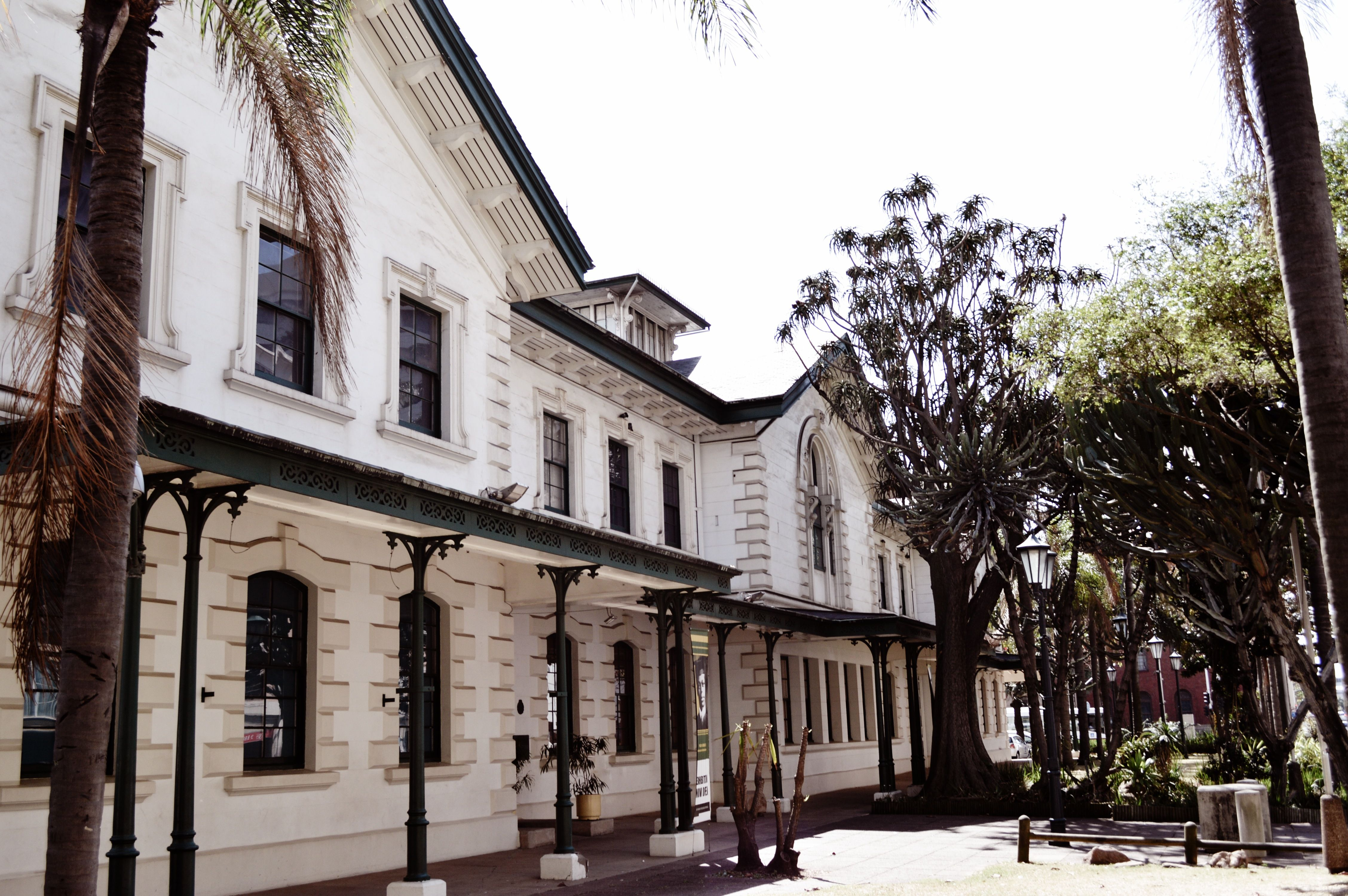
Local History Museum

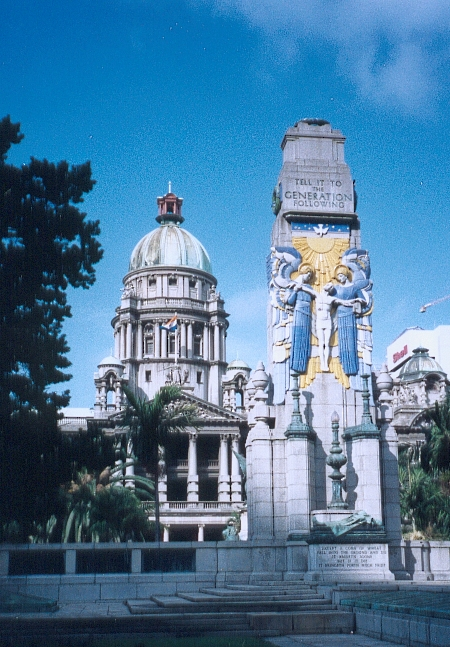
L'hôtel de ville de Durban (1910) et le cénotaphe de Francis Farewell square, érigé en 1926 en hommage aux soldats morts au cours de la Première Guerre mondiale.

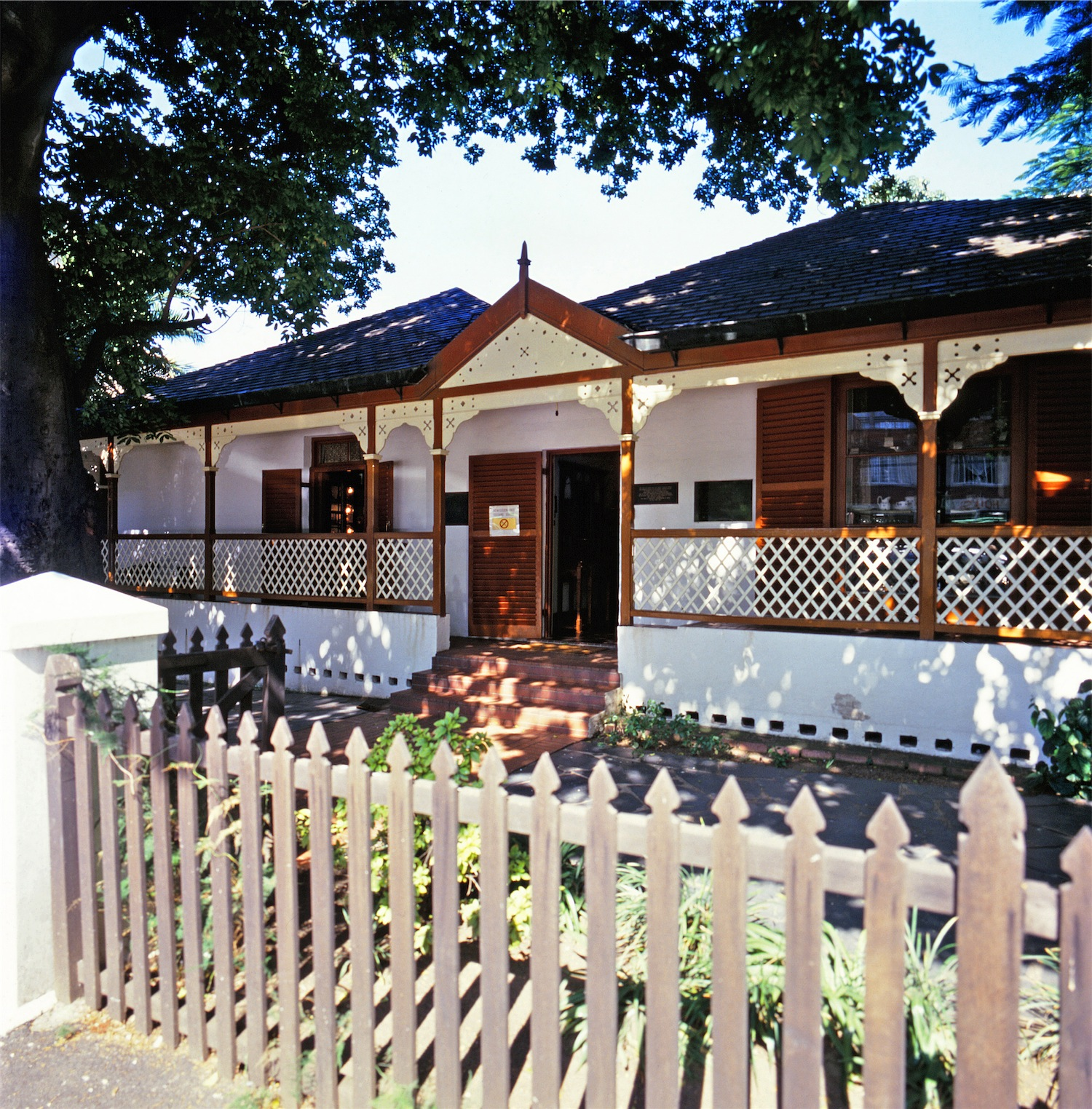
Old House Museum à Durban

Si la ville souffre d'une très forte criminalité qui a explosé dans les années 1990, Durban reste le centre d’une région balnéaire et touristique qui s’étire sur 500 km de côtes.
- l’hôtel de ville (1910) copiée sur celui de Belfast, dans lequel est situé le « Durban Museum » consacré à l’histoire naturelle du Natal (dont un squelette complet de dodo) et du pays zoulou,
- le Local History Museum, situé dans l’ancien tribunal (1866), consacré à l'histoire du Natal,
- Francis Farewell Square (baptisée ainsi en 1974 en hommage à Henry Francis Flynn et à FG Farewell) sur lequel a été érigé un cénotaphe de 11 m de hauteur, commémorant les sud-africains morts durant les deux guerres mondiales. Construit en granit et décoré de carreaux de céramique émaillée représentant deux anges élevant l'âme d'un soldat mort, la légende suivante est inscrite sur le mémorial : « Dites-le à la génération suivante ». Une statue de métal représentant un soldat mort est allongée sur un socle à la base du monument. Le cénotaphe est installé dans un petit jardin clôturé, comprenant de nombreuses plaques commémoratives et gardé par de grands lions en pierre de style art-déco, montés sur des socles. Sur la place autour du jardin s'élèvent aussi une statue ailée en bronze honorant les volontaires de Durban durant la seconde guerre des Boers (1899-1902), les statues de la reine Victoria (1887), des anciens premiers ministres de la colonie du Natal, Harry Escombe et John Robinson (1908), ainsi que la statue en bronze de l'ancien premier ministre sud-africain, Jan Smuts,
- la statue de l'ancien premier ministre sud-africain Louis Botha et celle du roi Zoulou Dinuzulu kaCetshwayo (2008) à l'angle de King Dinizulu (Berea) Road et de Warwick Avenue,
- l'horloge Da Gama, sur Victoria Embankment, offert par le gouvernement portugais en 1877 en souvenir de Vasco de Gama,
- la statue de Bartolomeu Dias sur Victoria Embankment
- la mosquée Juma, l’une des plus grandes mosquées de l’hémisphère Sud,
- la cathédrale Emmanuel (1904),
- la Salisbury House (1925),
- la Old station (1892),
- la Old House Museum (1849),
- l'Elephant House (1850),
- la statue de Dick King sur sa monture Somerset[Note 1],
- les jardins botaniques, ouverts en 1849, comptent parmi les plus beaux du monde.
- le Old Fort (1842), dont le musée est consacré à l'histoire de l'État de Natalia et des guerres coloniales du Natal.

## Enseignement supérieur
- Université du KwaZulu-Natal
- Université d'Afrique du Sud

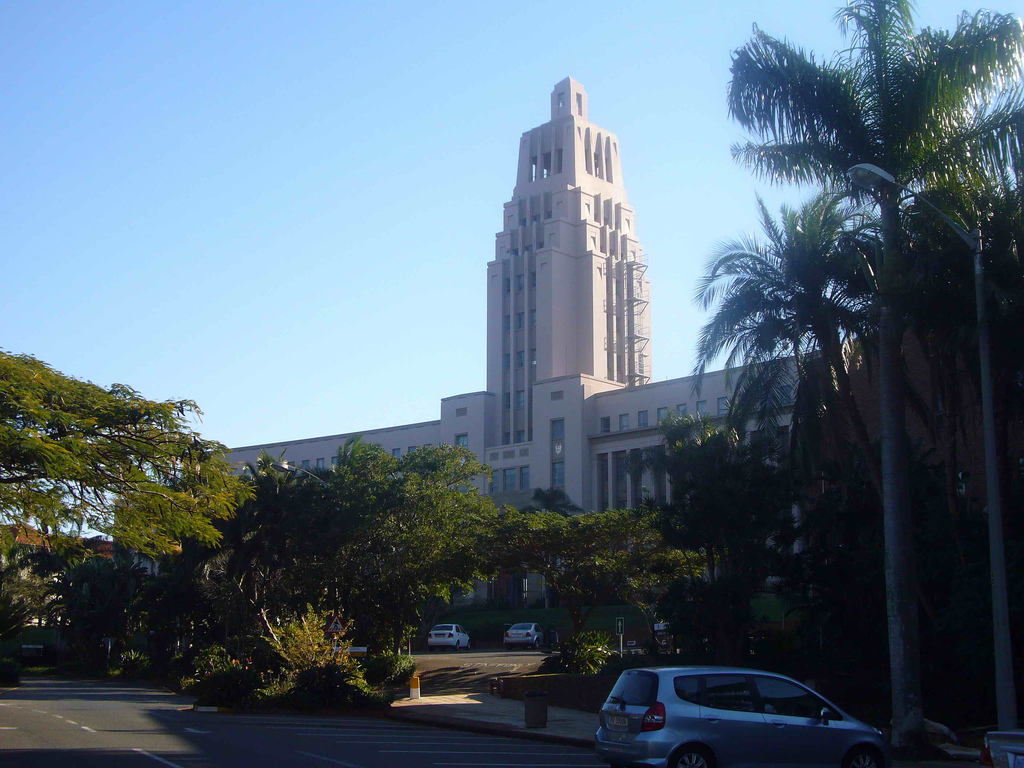
Memorial Tower Building, Howard College Campus, University of KwaZulu-Natal

- Université de technologie de Durban
- Université de technologie Mangosuthu
- Regent Business School
- Varsity College

## Attractions

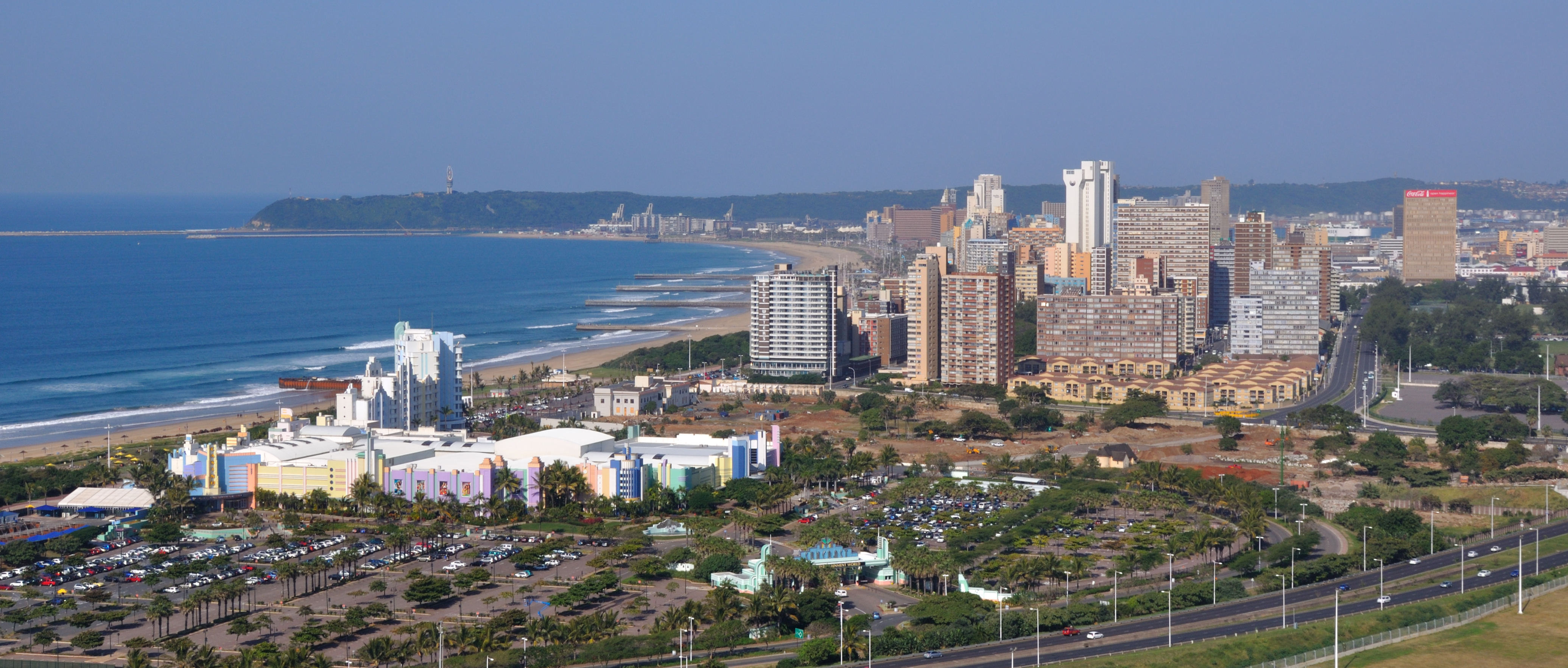
Front de mer de Durban, vue depuis le stade Moses-Mabhida

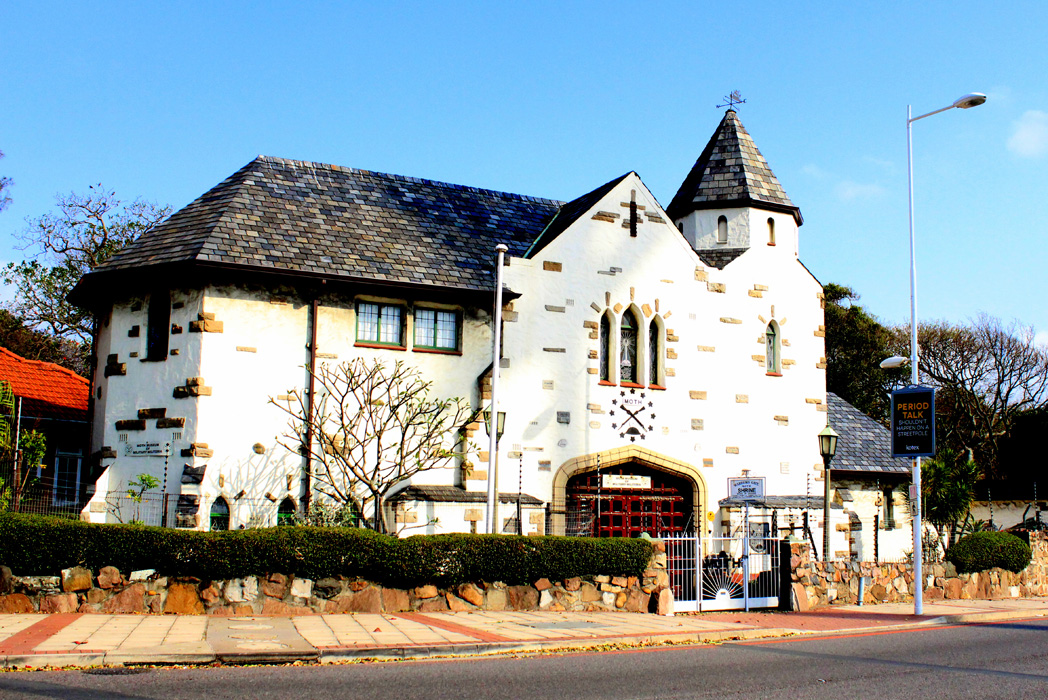
Old Fort (1842)

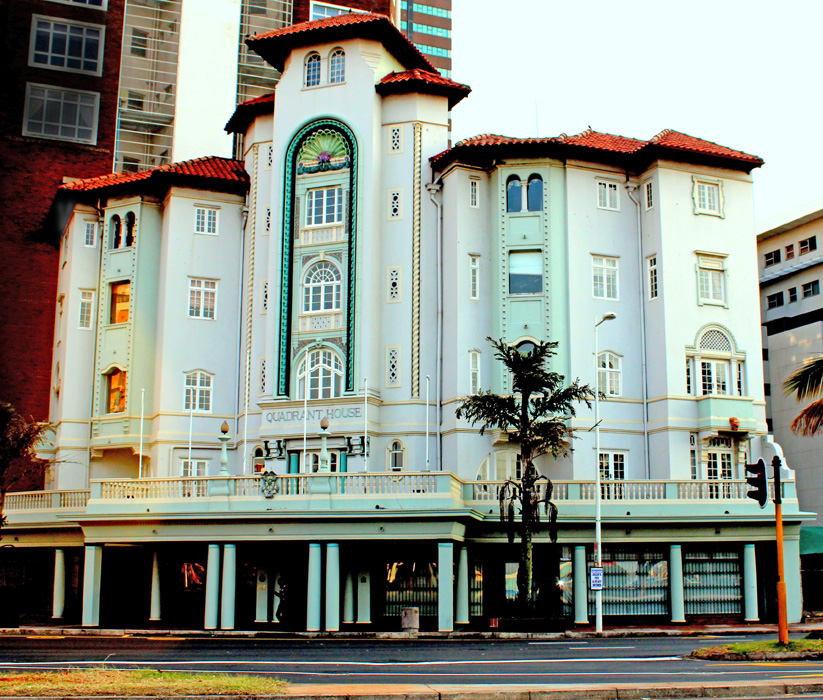
Quadrant House (1929) au 114-115 Victoria Embankmant. Inscrit au patrimoine national depuis le 23 septembre 1988.

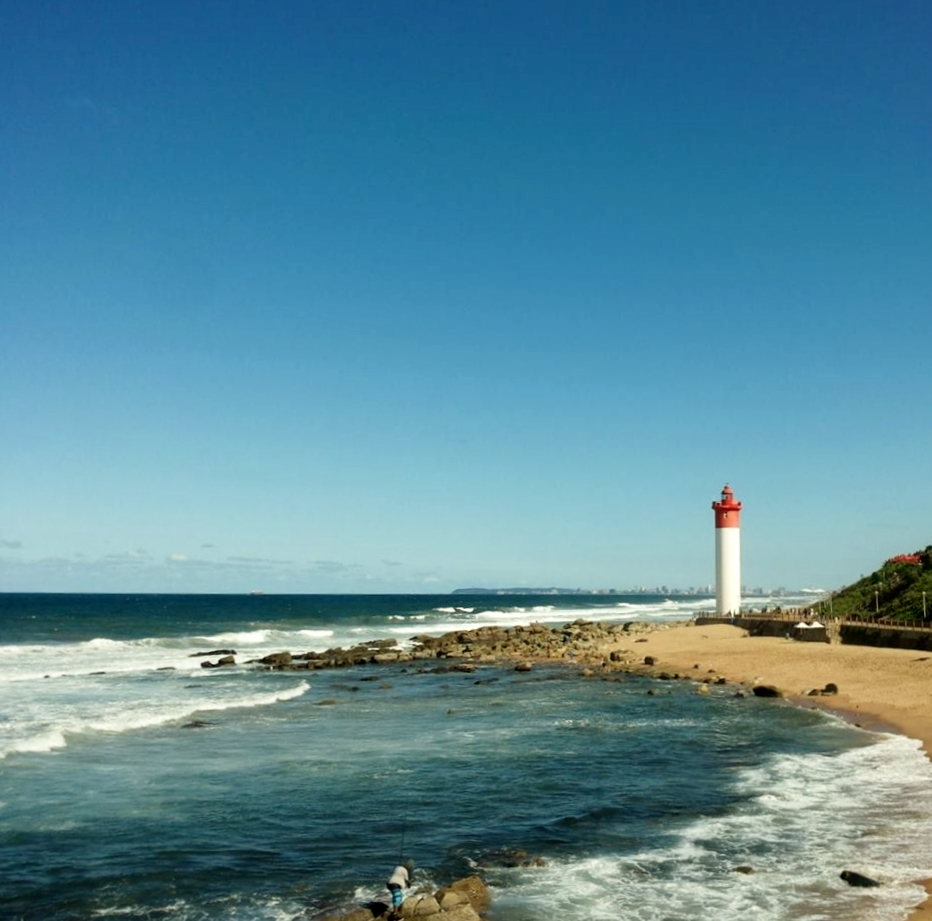
Le phare de Durban

- le Waterfront (Golden Mile), promenade longeant la mer sur plus d’un kilomètre, bordée d'hôtels, de restaurants et de parcs d’attractions,
- l’aquarium et le delphinarium,
- uShaka Marine World,
- la plage de South Beach avec son ponton de pêche et ses cabines de bain, bordée de boutiques et de cinémas.

Au nord-est de la ville, l'autoroute côtière N2 mène ainsi à Umhlanga Rocks, une des stations balnéaires les plus chics du pays, puis à Stanger (devenue KwaDukuza) où se situe la tombe du roi Shaka, et au Zoulouland après le pont traversant la rivière Tugela.
À 27 km au sud de Durban, sur la côte de l'océan Indien, se situe la station balnéaire de Amanzimtoti. La côte sud parsemée de lagunes, de parcs naturels et de villages zoulous traverse Port Shepstone et la région protégée de la gorge Oribi jusqu'à la côte des Hibiscus, célèbre pour ses stations balnéaires et ses chutes d'eau impressionnantes, et Port Edward à la frontière de la province du Cap-Oriental (à 170 km).

## Sports
- Sharks
- AmaZulu Football Club
- Thanda Royal Zulu
- Nathi Lions

## Transports
La ville est reliée par le transport aérien avec l'Aéroport International King Shaka situé à 35 km au nord de la ville.

## Odonymie et lexique
En 2005, la municipalité d'eThekwini a décidé d'africaniser la ville de Durban et d'éradiquer son passé colonial ou lié à l'apartheid. Elle avait décidé dans un premier temps de faire retirer des lieux publics toutes les statues liées à l'histoire blanche avant d'abandonner l'idée et de décider d'ériger ses propres statues au côté des anciens monuments. En 2008, une statue du roi zoulou Dinizulu fut ainsi érigé à côté de celle du général et ancien premier ministre Louis Botha qui l'avait fait libérer de prison.
En 2007, le processus du changement de nom des rues est relancé, non sans polémiques dans toutes les villes de la municipalité alors que l'opposition Inkhata et celle de l'Alliance démocratique accusent les responsables de la municipalité de proposer uniquement des noms de militants ou de sympathisants de l'ANC . Le 1er mai 2007, plus de 10 000 personnes défilent dans les rues de Durban pour protester contre l'absence de consultation des habitants.
Une centaine de bâtiments et de rues ont été rebaptisés depuis mars 2007, mais certains changements ont été momentanément judiciairement annulés en décembre 2011 : 
| Nom des principales rues avant 2007/2008   | Nouveaux noms depuis 2007, 2008 et 2012        |
| ------------------------------------------ | ---------------------------------------------- |
| Alice Street                               | Johannes Nkosi                                 |
| Aliwal Street                              | Samora Machel Str.                             |
| Argyle Road                                | Sandile Thusi Road                             |
| Bellevue Road                              | Amilcar Cabral road                            |
| Berea Road                                 | King Dinizulu Road                             |
| Booth et Spine Roads                       | Harry Gwala Road                               |
| Brickfield Road                            | Felix Dlamini Road                             |
| Broadway Drive                             | SWAPO Drive                                    |
| Cato Manor Street                          | Mary Thipe Street                              |
| Chelmsford Road                            | J B Marks road                                 |
| Commercial Road                            | AB Xuma street                                 |
| Cowey Road/Edith Benson Crescent           | Problem Mkhize road                            |
| Davenport Road                             | Helen Joseph road                              |
| Edwin Swales Drive                         | Solomon Mahlangu drive                         |
| Field street                               | Joe Slovo street                               |
| Francois Road                              | Richard Turner Road                            |
| Frere Road (Glenwood)                      | Esther Roberts Road                            |
| Gale Street                                | Magwaza Maphalala Str.                         |
| Gardiner street                            | Dorothy Nyembe street                          |
| Grey/Broad Street/Prince Edward            | Yusuf Dadoo                                    |
| Jan Smuts Highway (Dawncliffe)             | King Cetshwayo Highway et Denis Hurley Highway |
| Kensington Drive                           | Adélaïde Tambo drive                           |
| King George V Road                         | Mazisi Kunene Road                             |
| Kingsway Road (Amanzimtoti)                | Andrew Zondo Av.                               |
| KwaMashu Highway                           | Curnick Ndlovu Hgw.                            |
| Leopold Street                             | David Webster Street.                          |
| Macdonald Rd                               | Alan Paton road                                |
| Mangosuthu Highway (Umlazi)                | Griffiths Mxenge Highway                       |
| Manning Avenue                             | Lina Arense Road                               |
| Marine Parade:                             | O. R. Tambo                                    |
| Mansfield Road                             | Steve Biko Road                                |
| Masonic Grove                              | Dullah Omar Grove                              |
| M4 southern freeway (direction aéroport)   | Albert Luthuli                                 |
| M4 northern freeway (direction Umhlanga) : | Ruth First                                     |
| Moore Road                                 | Che Guevara road                               |
| NMR Avenue                                 | Masabalala Yengwa                              |
| North Ridge Road                           | Peter Mokaba                                   |
| Northway                                   | Kenneth Kaunda Way                             |
| Old Fort Place                             | Archie Gumede                                  |
| Old Fort Road                              | K.E. Masinga Road                              |
| Ordinance Road                             | Bram Fischer Road                              |
| Pine street                                | Monty Naicker Street                           |
| Point Road                                 | Mahatma Gandhi                                 |
| Phoenix Highway                            | Mahatma Gandhi Highway                         |
| Prince Alfred Street                       | Florence Nzama street                          |
| Prince Edward Street                       | Dr Kassavelo Goonam street                     |
| Queen Street                               | Denis Hurley Highway                           |
| Queen Mary Avenue                          | Sphiwe Zuma Avenue                             |
| Rockdale Avenue (Westville)                | Nhlakanipho Ndebele Avenue.                    |
| Russell street                             | Joseph Nduli street                            |
| Shepstone Road                             | Qashana Khuzwayo Road                          |
| Smith Str.                                 | Anton Lembede Street                           |
| Sparks Road                                | Moses Kotane Road                              |
| Stanger Street                             | Stalwart Simelane                              |
| St Andrews Street                          | Diakonia Avenue                                |
| Umhlanga Rocks Drive                       | King Shaka Drive                               |
| Victoria Embarkment                        | Dr Margaret Mncadi                             |
| Victoria Street                            | Bertha Mkhize Street                           |
| Walter Gilbert Road                        | Isaiah Ntshangase Road                         |
| Warwick Avenue                             | Julius Nyerere Avenue                          |
| West Street                                | Dr Pixley KaSeme Street                        |
| Winder Street                              | Dr Langalibalele Dube Street                   |
| Windermere Road                            | Lillian Ngoyi Road                             |

| Ancien nom de bâtiment        | Nouveaux noms depuis 2007    |
| ----------------------------- | ---------------------------- |
| Hôtel de ville de Durban      | Madiba Building              |
| Quartier général de la police | Umkhonto we sizwe Building   |
| Station des pompiers          | Njengabantu Sithole building |
| Stade de Westridge            | Tap Tap Makhathini           |

## Personnalités liées à la ville
- Jennifer Radloff, informaticienne et féministe, est née à Durban.
- Radha Poonoosamy, femme politique mauricienne, est née à Durban.
- Lesley Lawson, photographe sud-africaine, est née à Durban.
- Tanit Phoenix, actrice et mannequin, y est née.
- Lillian Board (1948-1970), athlète britannique, est née à Durban.
- Pravin Gordhan (1949-2024), homme politique sud-africain, est né à Durban.
- Mira Calix (1969-2022), compositrice, plasticienne sonore et interprète britannique d'origine sud-africaine.
- Minnie Dlamini, nom de scène de Minenhle Dlamini (1990- ), actrice et mannequin ;
- Navanethem Pillay (1941-), avocate sud-africaine.
- John Steenhuisen (1976-), homme politique sud-africain.

## Relations internationales

### Jumelages

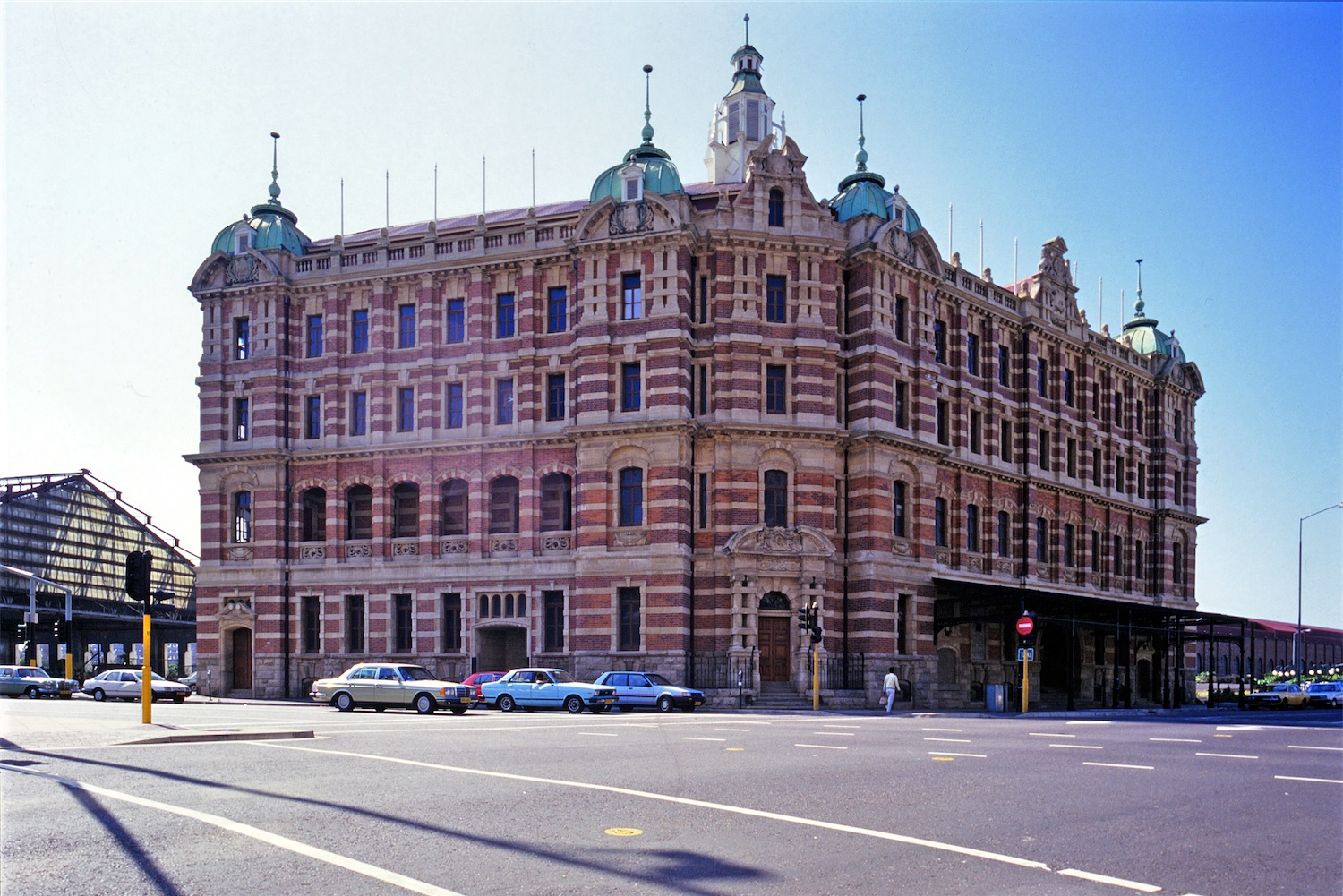
Ancienne gare des chemins de fer.

La ville de Durban est jumelée avec :
- Alexandrie (Égypte)
- Brême (Allemagne)
- Bulawayo (Zimbabwe)
- Chicago (États-Unis)
- Daejeon (Corée du Sud)
- Canton (Chine)
- Leeds (Royaume-Uni)
- Le Port (France)
- Maputo (Mozambique)
- Nantes (France)
- La Nouvelle-Orléans (États-Unis)
- Oran (Algérie)
- Rotterdam (Pays-Bas)
- Libreville (Gabon)

## Lieux de culte

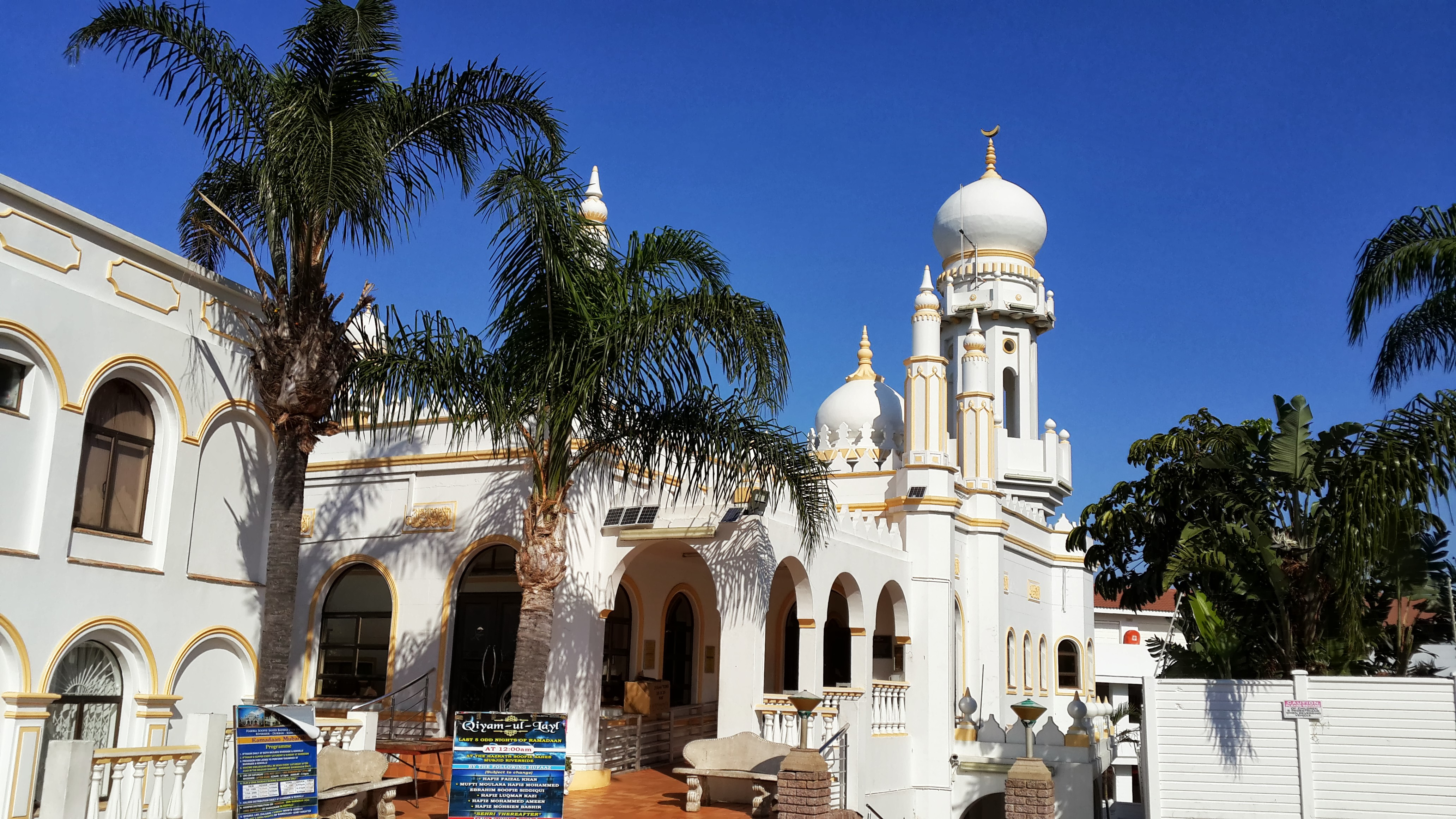
Mosquée Soofie Saheb.

Parmi les lieux de culte, il y a principalement des églises et des temples chrétiens : Église chrétienne de Sion, Apostolic Faith Mission of South Africa, Assemblées de Dieu, Union baptiste d'Afrique australe (Alliance baptiste mondiale), Methodist Church of Southern Africa (Conseil méthodiste mondial), Anglican Church of Southern Africa (Communion anglicane), Église presbytérienne d'Afrique (Communion mondiale d'Églises réformées), Archidiocèse de Durban (Église catholique). Il y a aussi des mosquées et des temples hindous.